# Campeonato de Wimbledon 1890
La edición 14.º del Campeonato de Wimbledon se celebró entre el 30 de junio y el 7 de julio de 1890 en las pistas del All England Lawn Tennis and Croquet Club de Wimbledon, Londres, Inglaterra.
El cuadro individual masculino lo iniciaron 30 jugadores mientras que el femenino lo iniciaron 4 tenistas.

## Hechos destacados
En la competición individual masculina se impuso el británico Willoughby Hamilton logrando el único título que obtendría en el torneo al imponerse en la final al británico William Renshaw.
En la competición individual femenina la victoria fue para la británica Lena Rice logrando el único título que obtendría en Wimbledon al imponerse a la británica May Jacks.

## Palmarés
| Seniors              | Vencedor                | Resultado               | Finalista                    | Finalista |
| -------------------- | ----------------------- | ----------------------- | ---------------------------- | --------- |
| Individual masculino | Willoughby Hamilton     | 6–8, 6–2, 3–6, 6–1, 6–1 | William Renshaw              |           |
| Individual femenino  | Lena Rice               | 6–4, 6–1                | May Jacks                    |           |
| Dobles masculino     | Joshua Pim Frank Stoker | 6–0, 7–5, 6–4           | Ernest Lewis George Hillyard |           |

## Cuadros Finales

### Torneo individual  femenino
| Predecesor: 1889                                       | Campeonato de Wimbledon 1890 | Sucesor: 1891                                       |
| Predecesor: Campeonato nacional de Estados Unidos 1889 | Grand Slam 1890              | Sucesor: Campeonato nacional de Estados Unidos 1890 |

- Datos: Q1737828